# FDJ Nouvelle-Aquitaine Futuroscope/Saison 2021
Dieser Artikel beschreibt die Mannschaft und die Siege des Radsportteams FDJ Nouvelle-Aquitaine Futuroscope in der Saison 2021.

## Mannschaft
| Teamkader 2021          | Teamkader 2021    | Teamkader 2021 | Teamkader 2021                   |
| Name                    | Geburtsdatum      | Land           | Vorheriges Team                  |
| ----------------------- | ----------------- | -------------- | -------------------------------- |
| Stine Borgli            | 4. Juli 1990      | Norwegen       | Keukens Redant (2019)            |
| Marta Cavalli           | 18. März 1998     | Italien        | Valcar-Travel & Service (2020)   |
| Brodie Chapman          | 9. April 1991     | Australien     | Tibco-Silicon Valley Bank (2019) |
| Clara Copponi           | 12. Januar 1999   | Frankreich     | Bio Frais (2019)                 |
| Eugénie Duval           | 3. Mai 1993       | Frankreich     |                                  |
| Emilia Fahlin           | 24. Oktober 1988  | Schweden       | Wiggle High5 (2018)              |
| Maëlle Grossetête       | 10. April 1998    | Frankreich     |                                  |
| Victorie Guilman        | 25. März 1996     | Frankreich     | DN 17 Poitou-Charentes (2015)    |
| Lauren Kitchen          | 21. November 1990 | Australien     | WM3 (2017)                       |
| Marie Le Net            | 25. Januar 2000   | Frankreich     | Breizh Ladies (2018)             |
| Cecilie Uttrup Ludwig   | 23. August 1995   | Dänemark       | Bigla (2019)                     |
| Évita Muzic             | 26. Mai 1999      | Frankreich     | VC Morteau Montbenoit (2017)     |
| Jade Wiel               | 2. April 2000     | Frankreich     | VC Morteau Montbenoit (2018)     |
|                         |                   |                |                                  |
| Quelle: ProCyclingStats |                   |                |                                  |

## Siege
| Siege    | Siege                                                  | Siege      | Siege  | Siege                 | Siege |
| Datum    | Rennen                                                 | Staat      | Klasse | Siegerin              |       |
| -------- | ------------------------------------------------------ | ---------- | ------ | --------------------- | ----- |
| 22. Mai  | Vuelta a Burgos Féminas, 3. Etappe                     | Spanien    | 2.WWT  | Cecilie Uttrup Ludwig |       |
| 19. Jun. | Französische Meisterschaften, Straßenrennen der Frauen | Frankreich | CN     | Évita Muzic           |       |